# Grypopalpia
Grypopalpia is een geslacht van vlinders uit de familie wespvlinders (Sesiidae), onderfamilie Sesiinae.
Grypopalpia is voor het eerst wetenschappelijk beschreven door Hampson in 1919. De typesoort is Grypopalpia iridescens.

## Soorten
Grypopalpia omvat de volgende soorten:
- Grypopalpia iridescens Hampson, 1919
- Grypopalpia uranopla (Meyrick, 1934)